# CZ Loko
CZ Loko è un'azienda ceca che si occupa di riparazione, ammodernamento e produzione di locomotive e veicoli ferroviari, con sede a Česká Třebová . 

## Storia
L'azienda è stata fondata come "Českomoravská komerční společnost", nel 1995, con sede a Nymburk . Successivamente nel 1999, la società è stata ribattezzata ČMKS holding. Nel 2006 la società si è trasferita a Česká Třebová e ha assunto il nome attuale: CZ Loko.

## Prodotti

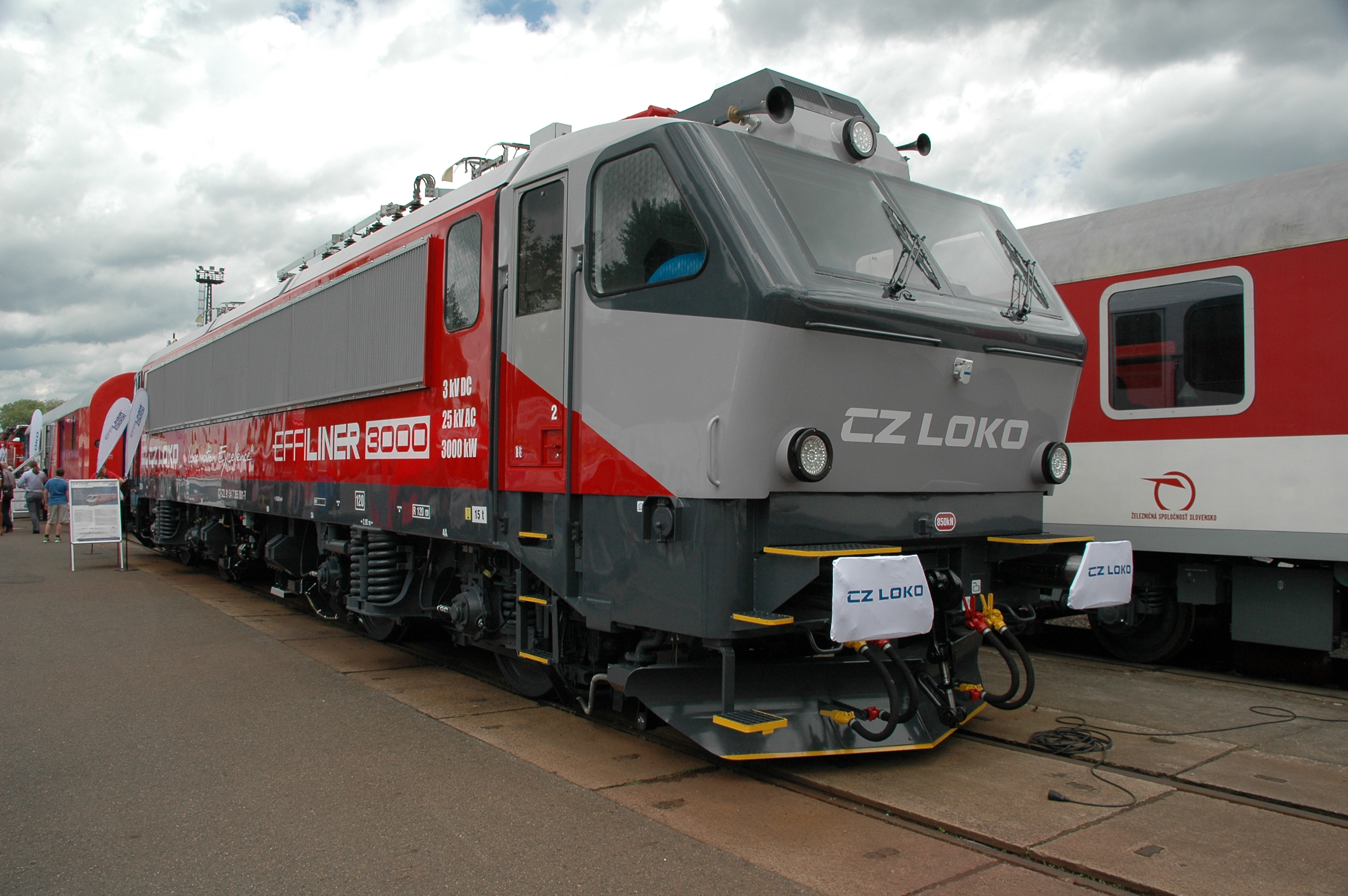
Locomotiva EffiLiner 3000

CZ Loko produce diversi tipi di locomotive da manovra diesel e ibride, oltre a locomotive diesel ed elettriche di diversa potenza.  

### HybridShunter 400
La HybridShunter 400 è una locomotiva da manovra elettrica a batteria, prodotta per la prima volta nel 2019. Si tratta di una locomotiva a due assi, alimentata principalmente da batterie, che hanno una durata stimata tra le 24 e le 48 ore. La locomotiva è inoltre dotata di un motore diesel Caterpillar 44KW da utilizzare come riserva.

### La gamma EFFIShunter
La gamma EFFIShunter rappresenta il nome delle locomotive da manovra diesel di CZ Loko e vengono prodotte con diverse potenze. La 300 è la locomotiva più piccola,  mentre la 600 (741), la 1000 (744) e la 1600 offrono livelli di potenza più elevati, rispettivamente: 1000 KW, 895 KW e 1550 KW. È disponibile anche la C30-M: una versione per impieghi gravosi della versione 1600 costruita per lo scartamento da 1520 mm.

## Altri servizi
L'azienda è anche nota per la modernizzazione delle locomotive, come ad esempio le ex locomotive ČD Brejlovec, ČD Classe 750 e ČD Classe 753, che sono state ristrutturate per operatori cechi, italiani, slovacchi e ungheresi.  L'azienda ha anche modernizzato altre ex locomotive ČD, come la ČD Class 740 e ČD Class 742.